# Epika
Epika je književni rod u koji pripadaju sva pripovjedna djela u stihu i prozi. Pojam je nastao od grčke riječi ephos, što znači riječ ili pjesnička pripovijest. Epika obuhvaća svu pripovjednu književnost u stihu i prozi: epske pjesme, epovi, romance, balade, poeme, novele, romani, bajke, legende, basne i crtice.

## Obilježja epike
Građa: različiti sadržaji iz stvarnosti, ili izmišljeni, oko kojih se formira epski oblik
Događaji: kompozicija (uvod, zaplet, vrhunac, preokret, rasplet, kraj)
a) Invokacija – zazivanje muza, bogova za pomoć za nadahnuće
b) Kronološki slijed – obuhvaća pripovijedanje događaja od početka do kraja
c) Retrospekcija – vraćanje radnje u prošlost
d) In medias res – u središte stvari
e) Simultano – istovremeno pripovijedanje dva događaja
 Likovi : fiktivne ili stvarne osobe koje sudjeluju u događajima o kojima pripovijeda epsko djelo; oni su nositelji zbivanja i ideja. Prema ulozi koju imaju u djelu govorimo o glavnim i sporednim likovima. Glavni likovi se katkada očituju i u naslovu djela.

## Epske tehnike
- pripovijedanje – nizanje motiva prema načelu "što je dalje bilo".
- opisivanje – nizanje motiva prema zakonu asocijacije (podsjećanja), opisuje se izgled lika, prostor u kojem se odvija radnja, sporedni događaji, stvari, osobe.
- epski dijalog –  za iskazivanje mišljenja i stavova likova.
- iznošenje misli – pojavljuje se u nekim epskim vrstama i razvija se postupno. Slično je iznošenju misli u filozofiji ili drugim znanostima.

## Epska retardacija (usporavanje radnje)
Digresija – udaljavanje od osnovnog toka zbivanja, na način da se osnovna nit izlaganja prekida dužim opisom nekog predmeta, osobe ili događaja.
Epizoda – veća, tematski zaokružena digresija koja se može izdvojiti iz cjeline djela, a da se sačuva osnovna nit izlaganja.
Ponavljanje – služi usporavanju i povezivanju između pojedinih dijelova epskog djela.

## Epski oblici i vrste
- epika u stihu: epska pjesma, ep, epopeja
- epika u prozi: sitni oblici (vic, zagonetka, pitalica), jednostavni oblici (mit, legenda, saga, basna, bajka) i složeni oblici (roman, pripovijetka, novela)